# Campunau
De Campunau is een Zuid-Franse rivier.

## Bron en loop
Het stroompje de Campunau heeft een lengte van 8,7 km. Hij ontspringt nabij Mauroux in het departement Gers en vloeit bij Marsac in het departement Tarn-et-Garonne, uit in de rechteroever van de Arrats.

## Plaatsen aan de Campunau
| - Mauroux - Miradoux | - Poupas - Gramont | - Marsac |  |

## Zijrivieren van de Campunau
De Ruisseau de Langlés (O6090560) stroomt uit in de Campunau.